# شش نرم (مقاطعة دلفان)
شش نرم (بالفارسية: شش نرم) هي قرية تقع في Nurabad Rural District في إيران. يقدر عدد سكانها بـ 37 نسمة بحسب إحصاء 2016.